# Frančiškov študentski dom Šiška
Frančiškov študentski dom Šiška je zasebni, rimskokatoliški študentski dom, ki deluje v okviru Župnije Ljubljana - Šiška, ki jo oskrbujejo frančiškani. Dom se nahaja na Černetovi 17 v Spodnji Šiški; ustanovljen je bil leta 1996.
Študentje, ki bivajo v domu, delujejo tudi v pevskem zboru, veroučni skupini, ustvarjalni sekciji in Servisu dobrote mladih. Dom lahko sprejme do 60 študentov oz. študentk.